# محمد اکبری
محمد اکبری (زاده ۱۳۲۴ ولسوالی ورس، بامیان) یک فرمانده جهادی، روحانی شیعه و سیاستمدار اهل افغانستان است. اکبری نمایندهٔ مردم بامیان در دوره‌های پانزدهم و شانزدهم مجلس نمایندگان افغانستان بود. محمد اکبری در ۲۱ دلو (بهمن) ۱۳۹۷ از سوی رئیس‌جمهور محمد اشرف غنی به عنوان عضو انتصابی مجلس سنا منصوب شد.

## زندگی‌نامه
محمد اکبری، زادهٔ ۱۹۴۵ میلادی، ۱۳۲۴ خورشیدی، در قریهٔ پیتاب جوی ورس ولایت بامیان است. تحصیلات دینی ابتدائی خود را در مدارس دینی پنجاب و ولسوالی ورس و تحصیلات عالی دینی خود را در حوزه علمیه نجف به پایان رساند. 

## فعالیت جهادی و سیاسی
در زمان جنگ عضو پاسداران جهاد اسلامی افغانستان بود و سپس به حزب وحدت اسلامی افغانستان پیوست. وی در حزب وحدت در سمت معاون شورای مرکزی این حزب در بامیان فعالیت داشت. پس از سقوط طالبان حزب وحدت ملی اسلامی افغانستان که بعدها به حزب حراست اسلامی افغانستان تغییر نام داد را تأسیس کرد و در دو دوره پانزدهم و شانزدهم مجلس نمایندگان افغانستان نیز حضور داشته‌است.

### نمایندگی پارلمان و عضویت سنا
اکبری در دوره شانزدهم مجلس نمایندگان افغانستان عضو کمیسیون معلولان، معیوبان، بازماندگان شهدا و بیوه‌ها بود. محمد اکبری خود را برای دوره هفدهم مجلس نمایندگان از ولایت بامیان نامزد کرد اما با کسب ۷۵۰۰ رای نتوانست آراء کافی برای حضور در این دوره را کسب کند.

## دیگر فعالیت‌ها
- مدرس علوم دینی در وَرَس و پنجاب (۱۳۵۴–۱۳۵۷).[۱]
- حضور در جبهه جنگ (۱۳۵۸).[۱]
- عضو لوی جرگه تصویب قانون اساسی.[۱]